# Vukašin Dević
Pour les articles homonymes, voir Devic.
Vukašin Dević est un footballeur serbe né le 15 mars 1984 à Belgrade.

## Carrière
- 2002-2007 :  Radnički Pirot
- 2006-2007 :  Beira-Mar
- 2007-2008 :  CF Belenenses
- 2008-2008 :  Étoile rouge de Belgrade